# Anna Karlovská
Anna Karlovská (26. srpna 1916 Kralupy n. Vltavou – 29. září 1987 Kralupy n. Vltavou) byla česká a československá politička Komunistické strany Československa a poúnorová poslankyně Národního shromáždění ČSR, Národního shromáždění ČSSR a Sněmovny lidu Federálního shromáždění.

## Biografie
Za druhé světové války byla aktivní v odboji. Byla pak vězněna v koncentračním táboře. K roku 1954 se profesně uvádí jako tajemnice Krajského výboru KSČ v Praze.
Ve volbách roku 1948 byla zvolena do Národního shromáždění za KSČ ve volebním kraji Kladno. Mandát získala i ve volbách v roce 1954 (volební obvod Praha-venkov), ve volbách v roce 1960 (nyní již jako poslankyně Národního shromáždění ČSSR za Středočeský kraj) a ve volbách v roce 1964. V Národním shromáždění zasedala až do konce jeho funkčního období v roce 1968.
Po federalizaci Československa usedla roku 1969 do Sněmovny lidu Federálního shromáždění, kde setrvala do konce volebního období, tedy do voleb v roce 1971.